# Conus sowerbii
Conus sowerbii é uma espécie de gastrópode do gênero Conus, pertencente à família Conidae.